# Angelica dahurica
Angelica dahurica es una especie de angelica, una planta nativa de Siberia, Lejano Oriente ruso, Mongolia, China, Japón, Corea, y Taiwán. Esta especie tienden a crecer cerca de los bancos del río, a lo largo de los arroyos y entre arbustos rocosas. La raíz de la planta es ampliamente utilizada por sus propiedades medicinales y se sabe que contiene furanocumarinas y angelicotoxin.

## Descripción
Es una planta perenne que crece hasta unos 1-2 metros de altura. La planta suele tener una raíz cilíndrica de color marrón que crece aproximadamente hasta los 2-5 cm de espesor. El tallo es de color púrpura-verde, acanalada, y por lo general oscila entre 2-8 cm de espesor de diámetro. Las plantas del primer año permanecen en un grupo basal de aproximadamente 75 cm de alto, más grandes en un suelo rico, tiene hojas divididas y coloración rojiza-púrpura en la base. En el segundo o tercer año, la planta envía un robusto tallo hueco de 2,5 cm de diámetro a los 2 metros de altura. La planta produce flores blanco-verdosas en umbelas que florecen en el verano, normalmente de julio a agosto o septiembre. Las semillas de la planta siguen, volviéndose de color blanco verdoso a marrón medio y son como de papel a medida que maduran entre agosto y octubre. Las flores de la planta son hermafroditas (que contiene los órganos reproductores masculinos y femeninos) y son polinizadas por medio de insectos. La planta también se somete a la autopolinización. Las raíces y las hojas de la planta son muy aromáticas. El olor de las raíces se parecen a la de Daucus carota y tiene un sabor amargo picante.

## Propagación
En un clima ideal, la mayoría de las especies de Angelica, pueden prosperar en ambientes húmedos y sombreados, al mismo tiempo, donde el sol es accesible cuando sea necesario. Es mejor plantar las semillas frescas de esta planta una vez disponible. Una vez que las semillas han madurado, su color marrón y una textura parecida al papel, que se siembran inmediatamente en un marco frío en el profundo y húmedo suelo fértil. Aunque las plantas pueden crecer en semi-sombra o condiciones de plena sombra, las semillas necesitan luz para germinar. Además, ya que esta es una planta perenne , las semillas no se requieren para su crecimiento. A. dahurica puede volver a crecer naturalmente por sí mismo, año tras año. Las raíces se producen principalmente en China en Sichuan, en el distrito de Suining.

## Cultivo
Las raíces se cosechan dos veces al año durante las estaciones de verano y otoño. Sus raíces cilíndricas deben cosecharse antes de que emerja el tallo de la planta. Las hojas se retiran, las raíces laterales se recortan y las raíces son cortadas en rodajas finas, longitudinalmente. Posteriormente, las raíces en rodajas se secan bajo el sol. En Suining, el 70% de su uso son para propósitos generales mientras que el 100% de su uso son para propósitos medicinales. Las raíces también son cosechados y cultivados en Taiwán, Japón y Corea.

## Usos medicinales
Las propiedades medicinales de la raíz se remonta a la antigua China ya en el año 400 a. C. Zhang Cong Zhen (1156-1228), un famoso médico en el ejército, creía que las enfermedades eran causadas por factores externos mal, o patógenos, que entraron en el cuerpo humano. Enumeró Bai Zhi como una hierba que purgar el cuerpo de cualquier influencia negativa, como el calor, sudoración fría, la sequedad y el frío en la piel. Hoy en día, las raíces se utilizan para otros numerosos tratamientos de enfermedades como dolores de cabeza, el alivio de la obstrucción nasal, la desintoxicación de la sangre, como un analgésico, antiinflamatorio, laxante, sedante, crema anti-hongos para la piel, así como el tratamiento de las encías inflamadas y dolor de muelas.

## Otros Usos
Los tallos de esta planta también se han usado comúnmente como un ingrediente alimentario. Los tallos se han convertido en objetos de decoración. Las semillas se utilizan a menudo como un condimento en alimentos, así como una fuente de aromatizante en el licor. Otro uso popular de esta hierba es su ingrediente en los productos cosméticos.

## Toxicidad
Aparte de las propiedades medicinales que ofrece esta planta, esta especie también contienen furanocumarinas lo que aumenta la sensibilidad de la piel a la luz solar y puede causar dermatitis. Otro compuesto llamado la angelicotoxin, es un ingrediente activo dentro de la raíz. Esto tiene un efecto excitatorio en el sistema respiratorio, sistema nervioso central, y el sistema de vasculomotor del cuerpo. Se sabe que aumenta la tasa de respiración, la presión arterial, disminuye la frecuencia del pulso, aumenta la producción de saliva e induce el vómito. En grandes dosis, la toxina puede provocar convulsiones y parálisis.

## Taxonomía
Angelica dahurica fue descrita por (Hoffm.) Benth. & Hook.f. ex Franch. & Sav. y publicado en Enumeratio Plantarum in Japonia Sponte Crescentium ... 1(1): 187. 1873.
Etimología
Ver: Angelica
Variedades
- Angelica dahurica var. formosana (Boissieu) Yen

Sinonimia
- Angelica macrocarpa H.Wolff
- Angelica porphyrocaulis Nakai & Kitag.
- Angelica porphyrocaulis var. albiflora Makino
- Angelica porphyrocaulis f. latisecta Kitag.
- Angelica pubescens var. glabra Y.Yabe
- Angelica tschiliensis H.Wolff
- Callisace dahurica Hoffm.
- Thysselinum davuricum (Hoffm.) Spreng.[11]